# Niedersächsisches Landesarchiv (Abteilung Bückeburg)

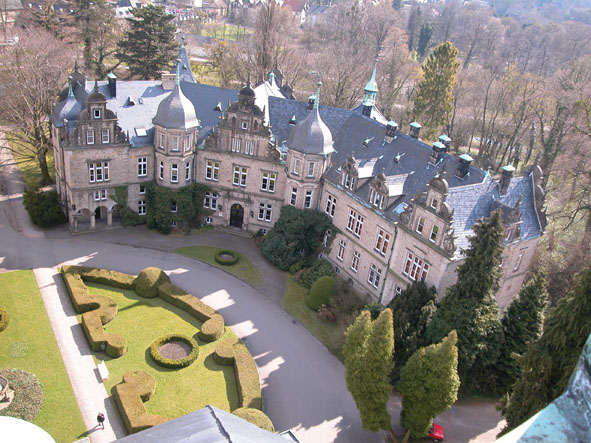
Sitz des Archivs im linken Kavaliergebäude von Schloss Bückeburg

Die Abteilung Bückeburg (bis 2013: Staatsarchiv Bückeburg, bis 2019: Standort Bückeburg) ist eine von acht Abteilungen des Niedersächsischen Landesarchivs. Sie ist verantwortlich für die staatlichen Behörden und Gerichte sowie deren Rechts- und Funktionsvorgänger mit regionaler Zuständigkeit im Landkreis Schaumburg und dem früheren Schaumburger Territorium. Es befindet sich in einem Gebäudeteil (linkes Kavaliergebäude) von Schloss Bückeburg. Sie verwahrt Urkunden, Akten, Karten, Pläne sowie Dateien der staatlichen Behörden und sichert historisch wichtige Unterlagen aus dem nichtstaatlichen Bereich.

## Geschichte
Die Schaumburger Kanzleiordnung von 1582 erwähnt erstmals ein „Gewelbe“ (Gewölbe) auf Schloss Stadthagen als Aufbewahrungsort für „Siegel und Briefe“ der Grafschaft Holstein-Schaumburg, das 1585 erstmals als „Archiv“ bezeichnet wird. 1638 befand sich das Archiv noch in Stadthagen und ab 1640 im Residenzschloss Bückeburg. Dieses Schaumburger Samtarchiv blieb nach der Aufteilung des Landes in einen hessischen (Grafschaft Schaumburg) und einen lippischen (Grafschaft Schaumburg-Lippe) Teil zunächst in Bückeburg. 1873 gelangten die den hessischen (nunmehr preußischen) Landesteil betreffenden Unterlagen ins Staatsarchiv Marburg.
Die Geschichte der neuen schaumburg-lippischen Registraturen ist von einem komplizierten Dualismus staatlicher und landesherrlich-privater Archive gekennzeichnet. 1907 wurde das bisherige „Haus- und Staatsarchiv“ in ein „Hausarchiv“ umgewandelt, aus dem Akten staatlicher Betreffe an das Staatsarchiv beim Ministerium abgeliefert wurden. Das Schaumburg-Lippische Staatsarchiv wurde 1939 aus Sicherheitsgründen im Staatsarchiv Hannover deponiert. Von dort wurden die Akten nach den schweren Luftangriffen auf Hannover im Oktober 1943 in Schloss Stadthagen umgelagert. Nach Ende des Zweiten Weltkriegs und der Beschlagnahme des Schlosses durch die britische Besatzungsmacht 1945 kamen sie zunächst nach Bückeburg zurück. Im Herbst 1947 erwies sich die Einrichtung eines Niedersächsischen Staatsarchivs in Bückeburg mangels geeigneter Räume zunächst als unmöglich, so dass die Akten 1949 wieder im Staatsarchiv Hannover deponiert wurden.
1961 wurde das Niedersächsische Staatsarchiv Bückeburg errichtet und 1963 eröffnet. In der Folgezeit wurden hier neben den zeitweise in Hannover deponierten Urkunden und Akten auch die Unterlagen zusammengezogen, die die Grafschaft Schaumburg betreffen. 1962 und 1972 gelangten auch das Fürstlich Schaumburg-Lippische Hofkammerarchiv und das Fürstlich Schaumburg-Lippische Hausarchiv als Depositum in das Staatsarchiv Bückeburg.

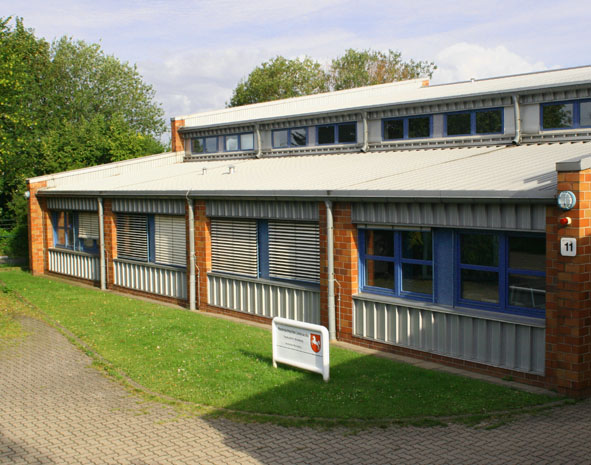
Linker Gebäudeteil der Zentralen Werkstatt mit Eingang, Büros und Sicherungsverfilmung

Zum Staatsarchiv Bückeburg gehörte bis 2013 die Zentrale Werkstatt des Niedersächsischen Landesarchivs, in der sich die Massenrestaurierung von Archivgut des Landesarchivs konzentriert. Dort wurde Ende der 1980er Jahre das Bückeburger Verfahren zur massenhaften Einzelblattentsäuerung von Archivgut entwickelt, das deutschland- und europaweit Anwendung findet. In der Zentralen Werkstatt wird im Auftrag des Bundes für alle Archive in den Ländern Niedersachsen und Bremen die Sicherungsverfilmung des wichtigsten Archivgutes im Rahmen des Kulturgutschutzes durchgeführt. Zum 1. Oktober 2013 wurde die Zentrale Werkstatt des Niedersächsischen Landesarchivs dem Standort Hannover des NLA untergeordnet, seit 2019 gehört sie zur Abteilung Zentrale Dienste des Landesarchivs, deren Leitung ebenfalls in Hannover ansässig ist.
Nach der Gründung des Niedersächsischen Landesarchivs zum 1. Januar 2005 erhielt das Archiv zunächst die Bezeichnung Niedersächsisches Landesarchiv – Staatsarchiv Bückeburg. Zum 1. Oktober 2013 wurde die offizielle Bezeichnung geändert in Niedersächsisches Landesarchiv – Standort Bückeburg. Seit 2019 lautet die Bezeichnung Niedersächsisches Landesarchiv – Abteilung Bückeburg.

## Bestände
Das Bückeburger Archiv verwahrt rund 5600 Urkunden, etwa 3,5 Regalkilometer Akten und ungefähr 25.000 Karten sowie Pläne. In Form von Mikrofiche stehen die Schaumburger Kirchenbücher und regionale Zeitungen zur Verfügung. Zum Bestand gehört auch die „Kettenbibliothek“ des Franziskanerklosters Stadthagen aus der ersten Hälfte des 16. Jahrhunderts, die größte überkommene Sammlung dieser Art in Deutschland.
Die staatlichen Archivalien gliedern sich in die beiden Gruppen:
- Bestandsgruppe L: Behörden der alten Grafschaft Schaumburg bis 1647 (Schaumburger Samtarchiv L 1), der Grafschaft Schaumburg-Lippe ab 1647 und ihrer Nachfolger.
- Bestandsgruppe H: Behörden der hessischen Grafschaft Schaumburg ab 1647 und ihrer Nachfolger.

Die staatlichen Bestände werden unter anderem durch das Archiv der Schaumburg-Lippischen Landeskirche (Dep. 22), das Archiv des Landkreises Schaumburg (Dep. 46) und die Stadtarchive Bückeburg (Dep. 9), Obernkirchen (Dep. 29) und Hessisch Oldendorf (Dep. 59) ergänzt. Zu den wichtigsten Beständen gehören das Fürstlich Schaumburg-Lippische Hofkammerarchiv (Bestandsgruppe K) und das Fürstlich Schaumburg-Lippische Hausarchiv (Bestandsgruppe F), beide in Privateigentum.
Die Abteilung Bückeburg des Niedersächsischen Landesarchivs betreut auch die Fürstlich Schaumburg-Lippische Hofbibliothek.

## Archivare (Auswahl)
Archivleiter:
- 1961–1967 Franz Engel
- 1968–1992 Brigitte Poschmann
- 1993–2009 Hubert Höing
- seit 2009 Stefan Brüdermann (bereits seit 2003 als Archivar in Bückeburg)

Weitere Archivare:
- Dieter Brosius (Archivar 1965–1969)
- Horst-Rüdiger Jarck (Archivar 1970–1976)
- Gerd Steinwascher (Archivar 1983–1989)
- Ernst Böhme (Archivar 1989–1997)

## Nutzung
Die im Archiv verwahrten Archivalien kann grundsätzlich jedermann nutzen. Dabei sind die Bestimmungen des Niedersächsischen Archivgesetzes und die entsprechenden Verwaltungsvorschriften sowie gegebenenfalls Schutzfristen zu berücksichtigen.
Für einige Deposita gelten besondere Bestimmungen. Das Fürstlich Schaumburg-Lippische Hausarchiv und das Fürstlich Schaumburg-Lippische Hofkammerarchiv sind bis zum Grenzjahr 1892 nach den Bestimmungen des Archivgesetzes zu benutzen.
Benutzer können auf der Internetseite des Niedersächsischen Landesarchivs in einem großen Teil der Findbücher des Bückeburger Archivs recherchieren. Die Archivalien des Archivs und die Bestände der Dienstbibliothek können nur im Lesesaal eingesehen werden, anders als bei öffentlichen Bibliotheken ist eine Ausleihe grundsätzlich nicht möglich.